# 宋史翼
《宋史翼》40卷，清代陸心源編著，補《宋史》列傳之不備。

## 概要
元修《宋史》，度宗以前多本宋國史、實錄，故敘事詳於北宋而略於南宋；恭帝以後，宋元交兵之際，記載多闕，元人又成書倉促，搜訪不周，宋末元初死事與隱逸之士未及立傳者更眾。《宋史翼》多取文集碑傳、方志，輔以其他史籍，增補《宋史》列傳781人、附傳64人，每篇皆注明出處。如《宋史》循吏傳僅12人，而程師孟已見列傳，實11人，且均為北宋人，《宋史翼》所補多至5卷、128人；文苑傳96人，而南宋僅11人，《宋史翼》則增102人、附傳6人。有清光緒32年（1906年）歸安陸氏刊本，俞樾、繆荃孫為序。

## 總目
- 卷一 - 張沔 子諷、刁約、畢從古、王尚恭、孫抗、孔延之、吳師孟、周表權、周尹、呂希道、呂希績
- 卷二 - 林積、蘇耆、蘇承禧、郟亶、姚勔
- 卷三 - 趙彥若、計用章、謝景初、劉誼、黃隱、朱紱
- 卷四 - 王慎言、劉唐老、韓治、象求、蘇嘉 弟京、攜 京子師德 師德子玭、蘇遲 子籀、簡、策 簡子諤 諤子林、蘇符、蘇峴 叔籍
- 卷五 - 王古、李深、滿中行、陳并、洪中孚、周鍔
- 卷六 - 楊康國、吳安詩、李新
- 卷七 - 王獻可、楊瓌寶、翁彥國、劉安節、劉安上、詹至、王庭珪 吳師古、陳剛中、張元幹、湯東野 姪喬年 范寥、余應球
- 卷八 - 滕庾、李復、喻汝礪、王縉、方軫、陳朝老、陳吉老、劉大中
- 卷九 - 連南夫、方廷寔、賀允中、蔡伸、王晞亮、宋昭
- 卷十 - 林季仲 弟叔豹、馮時行、王之道、邵溥 弟博、呂廣問、譚章、陳正彙
- 卷十一 - 江端友、張宇發、沈長卿、胡珵、陳剛、楊煒
- 卷十二 - 傅自得、王趯、吳元美、張戒、霍篪、凌景夏、毛叔度、周操、沈介
- 卷十三 - 周麟之、劉度、鄭伯熊、苪燁 弟煇、唐仲友、沈复、張郯、王佐
- 卷十四 - 沈清臣、吳儆、韓元吉、程宏圖、袁說友、蔡戡、王柟、黃由、汪義和、周必正
- 卷十五 - 衛涇、劉靖之、梁季珌、吳琚、徐瑄、余古、趙綸、趙昱、丁伯桂、方大琮
- 卷十六 - 劉磊卿、胡夢昱、李昴英 子志道、虞剛簡、周端朝、焦炳炎、王應鳳
- 卷十七 - 方逢辰、鄭起、方岳、盧鉞、家大酉、洪天驥、趙順孫、趙必𤩪、丁黼
- 卷十八‧循吏一 - 胡令儀、西門成允、蔡黃裳、陳耿、王益、王絲、歐陽頴、張式、葉湜、王平、李夷庚、梁蒨、趙諴、寇平、范仲溫、沈衡、閻充國、石牧之、黃照、李彤、常琪、蔡天球、蕭固、崇大年
- 卷十九‧循吏二 - 侍其瑋、黃莘 從子陞、陳郛、皇甫鑑、韓正彥、司馬京、費琦、陸琮、孫載、王默、家定國、李撰、陳廓、黃彥、鄭景平、段縫、蔡奕、郭子皋、吳革、李傑、潘鯁、吳思、吳與、楊存、郭大昕、蔣圓
- 卷二十‧循吏三 - 任宗誼、汪愷、王汝舟、程邁、韓復、高元常、李鞉、王復、毛友、黃子游、喬大臨、章元振、孫時升、張琯、黃徹、滕膺、凌哲、夏穎達、向伯奮、富元衡、趙子嶙、羅棐恭、張震、樓璹、路彬、潘疇、方擴
- 卷二十一‧循吏四 - 黃齊、李守柔、樊光遠、方翥、張敦頤、張維、何耕、趙善佐、宇文師獻、鄧深、沈度、家炎、趙善待、楊方、方崧卿、俞亨宗、朱晞顏、陳琦、黃洧、蒲堯仁、張奭、李訦、宋煜 孫翊、傅大聲
- 卷二十二‧循吏五 - 郭份、黃犖、李大訓、吳炎、曾噩、汪大定、桂萬榮、幸元龍、張方、麋溧 子弇、羅博文、陶崇、張汝明、曾治鳳、吳懿德、楊長孺、宋慈、李義山、樓大年、陳景魏、吳一鳴、木天駿、陳琥、謝子強、陳介、孫嶸叟、李申巽
- 卷二十三‧儒林一 - 宋咸、阮逸、士建中、黎淳、劉顏、王開祖、劉牧、倪天隱、單鍔 兄錫、吳攷、朱臨、范柔中、周行己、蕭楚、馬大年、何兌、王普、曹粹中、彪虎臣、陳長方、李樗
- 卷二十四‧儒林二 - 黎明、傅寅、李郁、王蘋、周爭先、關注、黃公度、吳棫、陳鵬飛、石墪、鄭汝諧、劉夙 弟朔、范浚、方慤、閭邱昕、林湜、沈度、汪逵、王炎、趙師淵、施德操 楊子平附、劉炳
- 卷二十五‧儒林三 - 楊子謨、時瀾 子少章附、黃𤪠、范仲黼、朱黼、陳文蔚、車若水、滕璘、李繪、楊復、董鼎、余𦬊孫、陳埴、張淳、李𡌴、度正、胡方平、游九言 弟九功、饒魯、輔廣、衛湜、程永奇、陳著、董楷、黃仲元
- 卷二十六‧文苑一 - 張景、李畋、張先、齊唐、邵餗、強至、韋驤、章友直、晁仲衍、楊景略、鄧忠臣、華鎮、謝逸 弟薖、何去非、黃裳、李彭、馮正符、王合、袁百之、馬存、林虑、商倚、曾紆、黃策、王鞏
- 卷二十七‧文苑二 - 洪朋、洪炎、高茂華、雍孝聞、慕容彥達 孫綸、于世封 正封、毛淓、林宋卿、葉庭珪、朱翌、傅崧卿、徐兢、王洋、董逌 子棻、黃次山、王昇、任申先、康與之、鄭厚、王銍、畢良史、周紫芝
- 卷二十八‧文苑三 - 姚寬、任盡言、張行成、仲并、孫松壽、李石、蕭德藻、施元之、崔敦詩 兄敦禮附、吳說、翟耆年、姜夔、袁文、張有、喻良弼、趙師秀、徐照、翁卷、徐璣、王厚之、周孚、王卿月、曾丰、鞏豐 弟嶸
- 卷二十九‧文苑四 - 孫應時、高似孫、王偁、陳造、吳曾、倪朴、吳仁傑、劉過、徐次鐸、施宿、喻保、敖陶孫、留元剛、李劉、王明清、章樵、陳耆卿、吳子良、戴復古、左緯、劉克莊、陳振孫、趙孟堅、陳均、張端義、陳容、薛據、姚勉、羅泌、鮑雲龍、舒嶽祥
- 卷三十‧忠義一 - 石待舉、李英、唐子正、葉居申、毛奎、王履、李階、周隨亨、潘中、夏承、王霽、史徽、劉滂、余光庭、熊安上、鄭柟、林子立、羅復、鄭中立、翁開、詹友端、黃璘、包汝諧、曹夬、董公健、江汝度、葉鑛、詹良臣、毛𣓨、張理、周承已 婁淵 潘守真、王行之、鮑琢、程全、盧榕 子沂、陳自仁、張撝、葉顗、李琪、林師益、呂由誠、危翁一、魏孝友、晏溥、翁廷慶、劉位、蔡楙、王寵、陳士尹、盧以中、陳迪、於琳、閻勍、王相如、馮安國、程端中、王佐才、豐治、上官悟、盛修已、沈攸、方致堯、陳德、李喆
- 卷三十一‧忠義二 - 王玠、張憲、邱祈福、陳希造、蔡青福、劉頜、陳適、楊世永、梁楚、虞輔國 李憲、詹世勛、趙良坡、毛士毅、楊九鼎、黃樞、江應淇、鄭勳、應純之、昔橫、唐璟、程光庭、梁滿、秦綱、陳旦福、戴衍、黃從龍、王𧻓、曹孝先、徐干能、黃復、廖居仕、吳從龍、劉純、朱浚、顏公衮、高談、張愁、卓得慶、吳駿發、徐斌、徐梅龜、徐夢發、劉仕龍、鮑廉、曾如驥、陳夢立、吳洪德 弟雄飛、樓斌、程洙、徐宗仁、趙良坦、楊夢斗、陳壽孫、陳龍復、蔡蒙吉、陳士奠、卓子信、曾逢龍、高應松、曾塤、豐存芳、胡德廣、韓觀國、劉揚祖、林逢龍、陳虞之、章如旦、邱必明、何新之
- 卷三十二‧忠義三 - 林景曦、袁鏞、胡廷桂、夏師堯、張漢英、王子翼、唐泰嶽、周真、許伯繼、章堉、劉源、王貴行、周偉德、楊義忠、林澤、吳楚材、李成大、李梓發、何時、李天勇、趙時踐、顏希孔、李長庚、吳世鳴、鄭宋翁、葉儞祖、黃俊、吳寶信、劉觡、周宣、林琦福、程楚翁、江友直、張履翁 顏斯理、吳觀 陳非熊、方淇、王小觀、鮑叔廉、唐元章、毛附鳳、張炎、夏椅、陳瓚、熊飛、傅高、劉伯文、孫璹、馬南寶、胡敬方、黃介、謝徽明、陳琚、羅開禮、錢淵龍、吳希奭、胡文可、周來奕、廖明哲、趙必煜、趙必𩐨、陳尉德、蔡振先、趙與珞、謝明 謝富、冉安、黃之傑、伍隆起、雷龍濟、陳堯則、王德欽、彭九萬、柳敘、蘇十萬、王用龍
- 卷三十三‧孝義 - 李平、郭琮、許逈 姪俞、朱道誠 子冕、衮 冕子浩、西門楫、郭長孺、趙彥霄、黃汝楫、樓蘊、唐傑東、趙善應、戴松、李仲發、翁蒙之、楊文修、張宗孚、龍震翁、喻南強、王公衮、黃國華
- 卷三十四‧遺獻一 - 朱元昇、許月卿、胡三省、唐珏、柴望 從弟隨亨、元亨、元彪、蒙亨附、汪晫 孫夢斗、劉應登、王幼孫、錢選、牟巘、陳存、周密、文及翁、胡一桂、何夢桂、方逢振、趙若恢、孫潼發、蔡逢甲、謝國光、陸霆龍、熊禾、文天禎、史蒙卿、吳思齊、黃丙炎、鄭思肖、鄧光薦
- 卷三十五‧遺獻二 - 謝翺、劉辰翁、王奕、胡次焱、孟文龍、張慶之、俞琰、汪元量、徐天祐、徐欽、曾子良、龔開、龍泌、周垕、程時登、曹應符 曹光遠附、吳錫疇、壺𡸅、周樸、陸釗、劉友益、張千載、羅公升、皇甫明子、衛富益、方鳳、胡大壯、汪忠臣、汪庭桂、汪炎㫤、江愷、孫嵩、滕塛、陳深 子植、于石、趙德、莊肅、殷澄
- 卷三十六‧隱逸 - 郭震、趙宗萬、吳復古、邵炳、林巽、杜子野、楊適、杜醇、王致、王伯起、孔旻、魏閑、王鴻、崔唐臣、管師復、鍾棐、崔閑、黎子雲、廖邃明、王公輔、賈收、張維、蔣湋、陳輔、馮貫道、褚承亮、饒子儀、吳沆、李逈、張志行、趙占龜、林彖、楊無咎、程先、程鼎、龔明之、曾季貍、劉迂、陸維之、胡仔、方勺、彭興宗、傅子雲、黎道華、滕宬、林憲、汪莘、孫惟信、林大有、李龏、方暹、危固、許棐、常詵孫、常棠、陸能仁、陸正
- 卷三十七‧方技一 - 費孝先、周文矩、趙昌、徐熙 孫崇嗣、崇勳、崇矩附、唐希雅、李廷珪、李成、范寬、石恪、燕文貴、僧巨然、許希善、僧奉真、杜任、吳景鸞、郝允、孫兆、徐守信、程惟象、易元吉、衛朴、崔白 弟慤、潘谷、諸葛高、王詵、劉寀
- 卷三十八‧方技二 - 朱肱、唐慎微、張濟、趙令穰、郭熙、許道寧、周順、士衮、張擴、董元、李仲寧、史堪、張銳、宋道方、王況、何澄、謝石、楊介、廖瑀、鄒寬、傅伯通、許叔微、馬和之、潘璟、劉松年、馬遠、夏珪、李嵩 孫章、葉子仁、史崧、陸曮、李明甫、卜則巍、楊賁亨
- 卷三十九‧宦者 - 岑宗旦、樂士宣、李正臣、李仲宣、楊日言、劉瑗、梁揆、羅存、馮覲、賈祥、梁惟簡、張士良、裴彥臣、蔡克明
- 卷四十‧姦臣 - 林特 子濰、洙、林顏、呂升卿 弟溫卿、練亨甫、錢遹、林自、方天若、蔡碩、蔡懋、蔡鞗、蔡絛、蔡崈、黃唐傳、章傑、吳幵、黎確、呂源、朱宗、葉宗諤、葉份、黃潛厚、李文會、林一飛、傅伯壽、林行可、廖瑩中

## 書誌情報
- 《宋史翼》（中華書局、1991年） ISBN 7-101-00806-2　　影印清光緒32年陸氏初刊本，附曾貽芬編人名索引。

## 腳注
1. ↑  蘇天爵《滋溪文稿》卷25·三史質疑：「如宋中興四朝史，諸傳尤少，蓋當理宗初年，諸公猶多在世故也。」
2. ↑  參考趙翼《二十二史劄記》卷23‧宋史多國史原本、卷24‧宋史列傳又有遺漏者、卷26‧宋史缺傳條。